# Kabinett Yılmaz II
Das Kabinett Yılmaz II war die 53. Regierung der Türkei, die vom 6. März 1996 bis 28. Juni 1996 durch Ministerpräsident Mesut Yılmaz geleitet wurde.
Nachdem sich die CHP unter Deniz Baykal aus der Koalitionsregierung mit der Doğru Yol Partisi (DYP) von Tansu Çiller zurückgezogen hatte, kam es zu einer Übergangsregierung und Neuwahlen. Die Wahl vom 24. Dezember 1995 gewann die islamische Refah Partisi (RP) von Necmettin Erbakan. Çillers DYP wurde hinter der Anavatan Partisi (ANAP) nur drittstärkste Kraft. Da sich die anschließende Regierungsbildung schwierig gestaltete, blieb die Übergangsregierung bis 6. März des folgenden Jahres im Amt. Sowohl DYP als auch CHP verloren Stimmen und konnten die Koalition nicht fortsetzen.
Wahlgewinner war die islamistische RP mit 21,4 % der Stimmen. Allerdings wollte keine der anderen Parteien mit der RP koalieren. Zweitstärkste Kraft war die DYP von Çiller, die zwar nur 19,36 % der Stimmen bekommen hatte, allerdings aufgrund des Wahlrechts mehr Sitze im Parlament vorweisen konnte als die drittstärkste Partei, die Anavatan Partisi (ANAP) mit 19,65 %. ANAP und DYP nahmen Koalitionsgespräche auf, konnte sich jedoch nicht auf eine gemeinsame Regierung einigen, sodass die ANAP mit der RP Verhandlungen aufnahmen musste, die zuvor von allen anderen Parteien als verfassungsfeindlich gebrandmarkt worden war. 
Erst nach einem Besuch des Generalstabschefs bei Tansu Ciller einigten sich DYP und ANAP drei Monate nach der Wahl auf die Bildung einer Minderheitskoalition, die von der Demokratik Sol Parti (DSP) und der Cumhuriyet Halk Partisi (CHP) toleriert wurde. Vereinbarungsgemäß wurde am 7. März 1996 zunächst der ANAP-Vorsitzende Mesut Yılmaz zum Ministerpräsidenten gewählt, nach zwei Jahren sollte dann wieder Çiller die Regierung übernehmen (Israelisches Modell). Für Gesetzesvorhaben brauchten die Parteien entweder die Zustimmung der DSP oder der CHP.
Bereits Ende Mai 1996 kündigte Çiller die Koalition allerdings auf, nachdem es zu einem Streit um ihre angebliche Beteiligung an Unregelmäßigkeiten während Privatisierungsverkäufen ihrer Vorgängerregierung gekommen war. Um einem von der RP beantragten Misstrauensvotum zuvorzukommen, trat Yılmaz am 6. Juni zurück. Anschließend beauftragte der Staatspräsident erneut Erbakan als Vorsitzenden der stärksten Fraktion mit der Regierungsbildung, dem es diesmal gelang, eine Koalition mit der DYP zu bilden.

## Minister
| Titel                                                     | Name              | Partei                      | Amtszeit |
| --------------------------------------------------------- | ----------------- | --------------------------- | -------- |
| Ministerpräsident                                         | Mesut Yılmaz      | ANAP                        |          |
| Stellvertretender Ministerpräsident                       | Nahit Menteşe     | DYP                         |          |
| Staatsminister                                            |                   |                             |          |
| Rüştü Saracoğlu                                           | ANAP              |                             |          |
| Ayfer Yılmaz                                              | DYP               |                             |          |
| Abdülkadir Aksu                                           | ANAP              |                             |          |
| Ufuk Söylemez                                             | DYP               |                             |          |
| Eyüp Aşık                                                 | ANAP              |                             |          |
| Yaman Törüner                                             | DYP               |                             |          |
| İmren Aykut                                               | ANAP              |                             |          |
| Ayvaz Gökdemir                                            | DYP               | 6. März 1995 – 25. Mai 1996 |          |
| Cemil Çiçek                                               | ANAP              |                             |          |
| Yaşar Dedelek                                             | DYP               |                             |          |
| Ali Talip Özdemir                                         | ANAP              |                             |          |
| Ünal Erkan                                                | DYP               | 6. März 1996 – 25. Mai 1996 |          |
| Ersin Taranoğlu                                           | ANAP              |                             |          |
| Mehmet Halit Dağlı                                        | DYP               |                             |          |
| Justizminister                                            | Mehmet Ağar       | DYP                         |          |
| Verteidigungsminister                                     | Oltan Sungurlu    | ANAP                        |          |
| Innenminister                                             | Ülkü Güney        | ANAP                        |          |
| Außenminister                                             | Emre Gönensay     | DYP                         |          |
| Finanzminister                                            | Lütfullah Kayalar | ANAP                        |          |
| Bildungsminister                                          | Turhan Tayan      | DYP                         |          |
| Minister für öffentliche Arbeiten und Siedlungswesen      | Mehmet Keçeciler  | ANAP                        |          |
| Minister für Gesundheit und Sozialhilfe                   | Yıldırım Aktuna   | DYP                         |          |
| Verkehrsminister                                          | Ömer Barutçu      | DYP                         |          |
| Minister für Arbeit und soziale Sicherheit                | Emin Kul          | ANAP                        |          |
| Minister für Industrie und Handel                         | Yalım Erez        | DYP                         |          |
| Minister für Kultur                                       | Agah Oktar Güner  | ANAP                        |          |
| Minister für Tourismus                                    | Işılay Saygın     | DYP                         |          |
| Minister für Energie und natürliche Ressourcen            | Hüsnü Doğan       | ANAP                        |          |
| Minister für Landwirtschaft und dörfliche Angelegenheiten | İsmet Atilla      | DYP                         |          |
| Minister für Forsten                                      | Nevzat Ercan      | DYP                         |          |
| Umweltminister                                            | Mustafa Taşar     | ANAP                        |          |